# Base (sieć telefonii komórkowej)

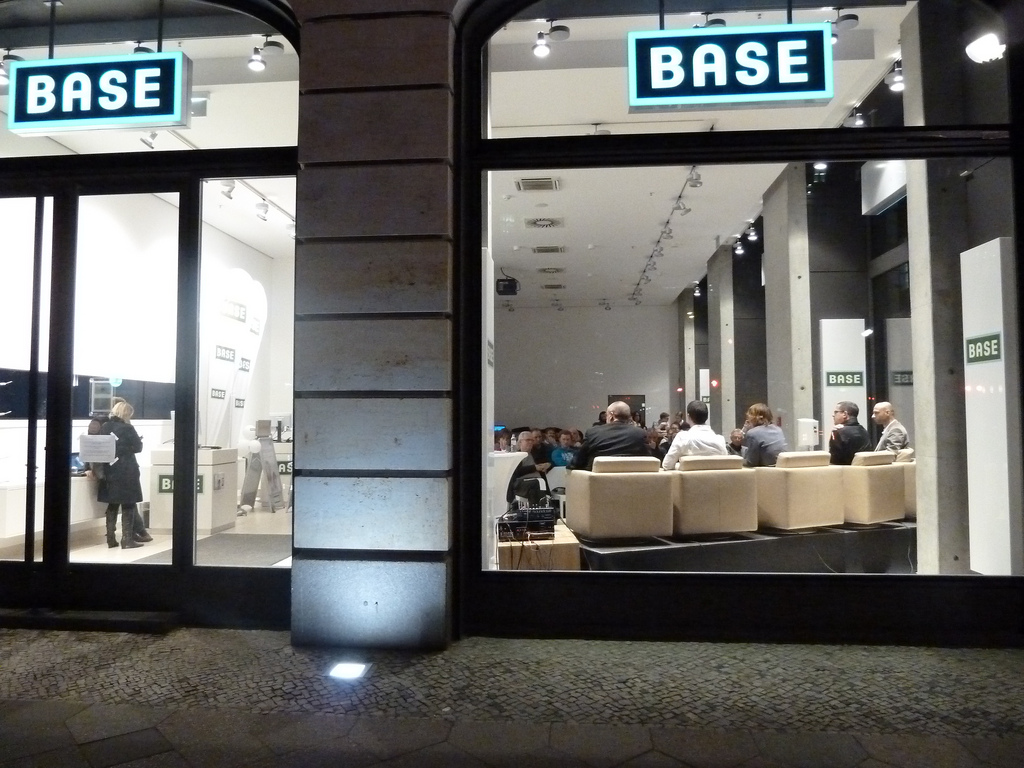
Filia Base w Niemczech

BASE (dawniej Orange) – sieć i marka usług belgijskiego operatora telefonii komórkowej, KPN Group Belgium (początkowo KPN Orange), będącego filią holenderskiego przedsiębiorstwa telekomunikacyjnego KPN. Od 2005 roku marka dostępna jest także i w Niemczech, gdzie używa jej również należący w latach 2000–2014 do KPN, operator sieci E-Plus.

## Historia marki
Operator sieci powstał w 1999 roku jako spółka joint venture pomiędzy KPN a angielskim Orange plc, który jednocześnie użyczył nowej spółce swoją markę. Rok później zarówno brytyjski operator, jak i marka jego usług stały się własnością France Télécom. Francuski koncern telekomunikacyjny posiadał już kontrolny pakiet udziałów w innym belgijskim operatorze, Mobistar. Udziały w KPN Orange posiadane przez Orange zostały odsprzedane holenderskiemu wspólnikowi. Doprowadziło to do niecodziennej sytuacji, w której marka „Orange” używana była przez spółkę niemającą żadnych powiązań kapitałowych z France Télécom, z kolei spółka, która je miała, używała unikalnej, odrębnej marki. Kilka lat później przeprowadzono rebranding i zastąpiono dotychczasową markę „Orange” marką „Base” (w logo jako napis „BASE”). France Télécom nie zdecydowało się na wprowadzenie marki „Orange” dla swoich usług telefonii komórkowej w Belgii.
W 2005 do 2014 roku marka „Base” rozszerzyła swój zasięg i trafiła do Niemiec, gdzie sprzedawane były pod nią usługi taryfowe z płaską stawką.